# Sing, Sing, Sing (With a Swing)
Sing, Sing, Sing (With a Swing) è un brano musicale del 1936, scritto da Louis Prima ed originariamente registrato da Prima con la New Orleans Gang che lo pubblicò nel 1936 attraverso l'etichetta Brunswick Records (con It's Been So Long come lato B).
Considerato uno dei brani più rappresentativi del genere big band e swing, è stato interpretato in celebri cover da Fletcher Henderson e da Benny Goodman. Originariamente il brano era intitolato Sing, Bing, Sing, in riferimento a Bing Crosby, benché poi si preferì utilizzare il titolo Sing, Sing, Sing per poter utilizzare il brano in un contesto più ampio.

## Versione orchestrale di Benny Goodman
Il 6 luglio 1937, una versione solo musica di Sing, Sing, Sing è stata registrata ad Hollywood con Benny Goodman al clarinetto; Harry James, Ziggy Elman e Chris Griffin alle trombe; Red Ballard e Murray McEachern ai tromboni; Hymie Schertzer e George Koenig ai sassofoni contralto; Art Rollini e Vido Musso ai sassofoni tenore; Jess Stacy al pianoforte; Allan Reuss alla chitarra; Harry Goodman al basso; e Gene Krupa alla batteria. Gli arrangiamenti del brano sono stati curati da Jimmy Mundy. A differenza di molti arrangiamenti dell'epoca, limitati alla durata di più o meno tre minuti, affinché rientrassero nelle dimensioni di un lato di un vinile a 78 giri, la versione di Goodman era significativamente lunga, con una durata di circa 8 minuti che prendeva entrambi i lati del disco. Una versione ancora più lunga del brano veniva eseguita dal vivo e durava 12 minuti e trenta secondi. L'arrangiamento di Mundy incorporava nel brano Christopher Columbus, un pezzo scritto da Chu Berry per la Fletcher Henderson band.
Lo stesso Benny Goodman disse, a proposito della canzoneː "Sing, Sing, Sing (che abbiamo cominciato a fare al Palomar al nostro secondo viaggio lì nel 1936) era una grande cosa, e nessuna serata era completa senza di esso".
L'inizio di questa versione viene utilizzata in apertura del brano Spiderman di Michael Boublè.